# آورل هریمن
ویلیام آورل هریمن (به انگلیسی: William Averell Harriman) (زادهٔ ۱۵ نوامبر ۱۸۹۱ – مرگ ۲۶ ژوئیه ۱۹۸۶)، بازرگان، دیپلمات ارشد و سیاستمدار عضو حزب دموکرات ایالات متحده آمریکا بود.
وی در روزگار ریاست جمهوری هری ترومن وزیر بازرگانی، فرماندار نیویورک، فرستادهٔ ویژهٔ فرانکلین روزولت در اروپا و سفیر آمریکا در اتحاد شوروی و بریتانیا در زمان او بود. هریمن پست‌های چندی نیز در زمان ریاست جمهوری کندی و لیندن جانسون داشت.